# کلیتون فورچون
کلیتون فورچون (انگلیسی: Clayton Fortune؛ زادهٔ ۱۰ نوامبر ۱۹۸۲) بازیکن فوتبال اهل بریتانیا است.
از باشگاه‌هایی که در آن بازی کرده‌است می‌توان به باشگاه فوتبال چیپنهام تاون، باشگاه فوتبال دارلینگتون، باشگاه فوتبال لیتون اورینت، باشگاه فوتبال تاتنهام هاتسپر، باشگاه فوتبال وستون سوپر مار، باشگاه فوتبال بریستول سیتی، باشگاه فوتبال کلیودون پارک، باشگاه فوتبال پورت ویل، و باشگاه فوتبال آلدرشات تاون اشاره کرد.